# Sphaerocephalus palustris
Sphaerocephalus palustris là một loài rêu trong họ Aulacomniaceae. Loài này được Hedw. Lindb. mô tả khoa học đầu tiên năm 1879.